# Anton Artner
Anton Artner OCSO (* 1. Februar 1920 in Žiškovec bei Čakovec, Jugoslawien, heute Kroatien, als Ignac Artner; † 24. November 1995 in Engelhartszell, Oberösterreich) war ein kroatischer Trappist.

## Leben
Artner kam 1930 in Waisenhaus und 1933 in das Juvenat der Trappistenabtei Mariastern bei Banja Luka im heutigen Bosnien. Im August 1937 wurde er Novize in Mariastern. 1941 legte er seine einfache Profess ab und 1943 sein feierliche Profess. 1945 wurde er in Zagreb zum Priester geweiht. Zwischen 1946 und 1952 war er in kommunistischer Lagerhaft und leistete Zwangsarbeit.
Im Anschluss absolvierte er seinen Wehrdienst und eine Ausbildung zum Pharmazie-Assistenten. Zwischen 1973 und 1988 war Pfarrer von Maria Stern. Als Abt Fulgencije Oraić 1977 starb, ernannte Generalabt Ambrose Southey ihn zum Superior ad nutum von Mariastern. 1991 trat er von seinem Amt aufgrund von Krankheit zurück. Sein Nachfolger wurde Nivard Volkmer. 1993 ging er zur medizinischen Behandlung in das österreichische Stift Engelszell. Er starb dort am 24. November 1995 und wurde drei Tage später auf dem Klosterfriedhof beigesetzt.
Artner war dafür bekannt, dass er alle 150 Psalmen auswendig konnte. 1961 verkaufte er ein Moped, um die Priesterausbildung vom heutigen Kardinal Vinko Puljić zu finanzieren.